# Alessandro Birindelli
Alessandro Birindelli (Pisa, 1974. november 12. –) olasz labdarúgó. Legtöbben a Juventusban töltött 11 éves időszakából ismerik, a védelem jobb és bal oldalán is bevethető volt, elnyert több különböző díjat, közel 300 hivatalos meccsen játszott.

## Pályafutása

### Klubcsapatban

#### Korai évek
Paolo és Erminia Birindelli második, egyben utolsó gyermekeként (a nővére Tiziana) Pisa városában született, nyolcéves korában a helyi San Frediano csapatában kezdett ismerkedni a labdarúgással (Pisának ez a kerülete nincs messze szülőhelyétől és a hasonló nevű templomtól).
Fiatal korától kezdve a Juventus FC-nek szurkolt, lenyűgözte Michel Platini játéka, de Paolo Maldini profizmusa és sportemberisége is, karrierjét az Empoli FC akadémiáján szélsőként kezdte, mielőtt a védelembe került. 1996-ban csapatával megnyerte a Coppa Italia Serie C-t, és második helyen végeztek a Serie C1-ben, feljutva ezzel a másodosztályba, majd a Serie A-ba, 64 pontjukat csak a Brescia Calcio 66 pontja előzte meg.

#### Juventus
Közel 150 mérkőzés után Birindelli elhagyta az Empolit, és a Juventushoz igazolt, a Marcello Lippi által edzett keret már az érkezése előtt sem volt gyenge, mert a csapatban szerepelt a fiatal Alessandro Del Piero és Zinédine Zidane, de ekkor érkezett a torinói csapathoz Filippo Inzaghi és Edgar Davids is.
A bajnokságban 1997. augusztus 31-én az US Lecce 2–0-s legyőzésekor debütált. Tétmeccsen még korábban, a Vicenza Calcio elleni szuperkupa-meccsen debütált. Első szezonjában rögtön Scudettót nyert a Juvéval, az FC Internazionale 5 ponttal maradt le mögöttük. A szezon keserű szájízzel ért véget: sorozatban a második Bajnokok Ligája-döntőt vesztették el, ezúttal a Real Madrid lett Európa legjobbja.
Birindelli még két másik bajnoki címet nyert a Juventussal (2002, 2003), emellett kétszer nyerték meg a Szuperkupát. Ismét elvesztettek egy Bajnokok Ligája-döntőt, ezúttal a sorozat első „színolasz” döntőjét, a 2002–03-as kiírás végén rendezett AC Milan elleni döntőt. Ő volt az egyike azon kevés Juventus-játékosoknak, aki a büntetőpárbajban belőtte tizenegyesét, Del Piero volt a másik. 2005 nyarán az SL Benfica ellen bokasérülést szenvedett, és kihagyta a teljes 2005–06-os szezont.
A Juve 91 ponttal fejezte be a szezont, és ismét bajnok lett, de a 2006-os olasz labdarúgóbotrány miatt elvették a címet, és visszasorolták őket a másodosztályba.
Birindelli és a Juventus az eredménybefolyásolási botrány miatt 30 pontos pontlevonással kezdte a 2006–07-es szezont, de ezt később 9-re csökkentették, ezzel megnyerték a Cadettit, a játékos ismét feljutott. A hátvéd 37 meccsen játszott, és volt a csapatkapitány-helyettes is.
A 2007–08-as szezonra Claudio Ranieri vette át a Juventus irányítását, Birindelli mindössze 7 bajnokit játszott a keze alatt. 2008. május 17-én 11 év után búcsút intett a fekete-fehéreknek, mivel még egy-két évig folyamatosan akart játszani.

#### Kései időszak
2008. július 22-én a Pisa Calcio bemutatta Birindellit, aki ezzel megkapta a lehetőséget arra, hogy játszhasson szülővárosa klubjában, és a következő szezonban több időt tölthessen a pályán. Azonban a Pisa kiesett a másodosztályból, majd pénzügyi problémák miatt kiszállt a labdarúgásból, a hátvéd csapat nélkül maradt.
2009 augusztusában két évre aláírt az alacsonyabb osztályú AS Pescina Valle del Giovenco csapatához. Miután a klubot 2010 júniusában adósságai miatt kizárták, Birindelli ismét csapat nélkül maradt.

### Válogatottban
Birindelli részt vett az U17-es válogatottal az 1991-es U17-es labdarúgó-világbajnokságon, de Olaszország három meccse közül egyiken sem kezdett. Válogatott mezben először az 1997-es bari mediterrán játékokon, a Marco Tardelli által vezetett U23-as csapatban kezdett. Olaszország aranyérmes lett, a hátvéd a négy meccsből hármon részt vett, beleértve a Törökország elleni döntőt is.
A játékos felnőttszinten 2002. november 20-án egy, Törökország elleni 1–1-es barátságos mérkőzés alkalmával, Giovanni Trapattoni keze alatt debütált. Összesen hatszor volt válogatott, utolsó meccsén, 2004. augusztus 18-án, 2–0-ra kaptak ki Izlandtól, és nem hívták be a 2004-es labdarúgó-Európa-bajnokság olasz keretébe.

### Edzőként
2010 júliusában Birindelli visszavonult az aktív labdarúgástól, nem sokkal később a honfitárs Dario Bonetti által vezetett zambiai labdarúgó-válogatott segédedzője lett. 2011 februárjában félreértések miatt lemondott.
2011. szeptember 19-én kinevezték a negyedosztályú US Pistoiese 1921 vezetőedzőjévé, de a következő hónapban menesztették.

## Sikerei, díjai

### Klubcsapatban
- Empoli:
  - Serie C Kupa: 1995–96
  - Másodosztály: Ezüstérmes 1996–97
- Juventus:
  - Olasz bajnokság: 1997–98, 2001–02, 2002–03
  - Olasz szuperkupa: 1997, 2002, 2003; Ezüstérmes 1998, 2005
  - Olasz labdarúgókupa: Ezüstérmes 2001–02, 2003–04
  - Bajnokok Ligája: Ezüstérmes 1997–98, 2002–03
  - Intertotó-kupa: 1999
  - Olasz másodosztály: 2006–07

### Válogatott
- Mediterrán játékok: 1997

## Statisztikák
| Klub                     | Klub                     | Klub                     | Bajnokság                               | Bajnokság                               | Kupa                                    | Kupa                                    | Európa                                  | Európa                                  | Összesen | Összesen |
| Szezon                   | Klub                     | Bajnokság                | Meccs                                   | Gól                                     | Meccs                                   | Gól                                     | Meccs                                   | Gól                                     | Meccs    | Gól      |
| Olaszország              | Olaszország              | Olaszország              | Bajnokság                               | Bajnokság                               | Olasz kupa                              | Olasz kupa                              | Európa                                  | Európa                                  | Összesen | Összesen |
| ------------------------ | ------------------------ | ------------------------ | --------------------------------------- | --------------------------------------- | --------------------------------------- | --------------------------------------- | --------------------------------------- | --------------------------------------- | -------- | -------- |
| 1992–93                  | Empoli                   | Serie C1                 | 1                                       | 0                                       | -                                       | -                                       | -                                       | -                                       | 1        | 0        |
| 1993–94                  | Empoli                   | Serie C1                 | 22                                      | 0                                       | 1                                       | 0                                       | -                                       | -                                       | 23       | 0        |
| 1994–95                  | Empoli                   | Serie C1                 | 30                                      | 0                                       | -                                       | -                                       | -                                       | -                                       | 30       | 0        |
| 1995–96                  | Empoli                   | Serie C1                 | 30                                      | 0                                       | -                                       | -                                       | -                                       | -                                       | 30       | 0        |
| 1996–97                  | Empoli                   | Serie B                  | 35                                      | 1                                       | 3                                       | 0                                       | -                                       | -                                       | 38       | 1        |
| Összesen                 | Összesen                 | Összesen                 | 118                                     | 1                                       | 4                                       | 0                                       | -                                       | -                                       | 122      | 1        |
| 1997–98                  | Juventus                 | Serie A                  | 29                                      | 0                                       | 7                                       | 1                                       | 10                                      | 1                                       | 46       | 2        |
| 1998–99                  | Juventus                 | Serie A                  | 24                                      | 1                                       | 2                                       | 0                                       | 8                                       | 1                                       | 34       | 2        |
| 1999–00                  | Juventus                 | Serie A                  | 22                                      | 0                                       | 4                                       | 0                                       | 8                                       | 0                                       | 34       | 0        |
| 2000–01                  | Juventus                 | Serie A                  | 19                                      | 0                                       | 1                                       | 0                                       | 5                                       | 0                                       | 25       | 0        |
| 2001–02                  | Juventus                 | Serie A                  | 10                                      | 0                                       | 8                                       | 1                                       | 8                                       | 0                                       | 26       | 1        |
| 2002–03                  | Juventus                 | Serie A                  | 17                                      | 0                                       | 4                                       | 0                                       | 13                                      | 1                                       | 34       | 1        |
| 2003–04                  | Juventus                 | Serie A                  | 19                                      | 0                                       | 3                                       | 0                                       | 5                                       | 0                                       | 27       | 0        |
| 2004–05                  | Juventus                 | Serie A                  | 12                                      | 0                                       | 2                                       | 0                                       | 4                                       | 0                                       | 18       | 0        |
| 2005–06                  | Juventus                 | Serie A                  | Sérülés miatt a teljes szezont kihagyta | Sérülés miatt a teljes szezont kihagyta | Sérülés miatt a teljes szezont kihagyta | Sérülés miatt a teljes szezont kihagyta | Sérülés miatt a teljes szezont kihagyta | Sérülés miatt a teljes szezont kihagyta | -        | -        |
| 2006–07                  | Juventus                 | Serie B                  | 37                                      | 1                                       | 3                                       | 0                                       | -                                       | -                                       | 40       | 1        |
| 2007–08                  | Juventus                 | Serie A                  | 7                                       | 0                                       | 4                                       | 0                                       | -                                       | -                                       | 11       | 0        |
| Összesen                 | Összesen                 | Összesen                 | 196                                     | 2                                       | 38                                      | 2                                       | 61                                      | 3                                       | 295      | 7        |
| 2008–09                  | Pisa                     | Serie B                  | 1                                       | 0                                       | 0                                       | 0                                       | 0                                       | 0                                       | 1        | 0        |
| Összesen                 | Olaszország              | Olaszország              | 315                                     | 3                                       | 42                                      | 2                                       | 61                                      | 3                                       | 418      | 8        |
| Karrierje során összesen | Karrierje során összesen | Karrierje során összesen | 315                                     | 3                                       | 42                                      | 2                                       | 61                                      | 3                                       | 418      | 8        |

## Magánélete
Birindelli gyerekkori szerelmét, Silviát vette feleségül, két gyerekük van, Samuele és Matteo.

## Fordítás
Ez a szócikk részben vagy egészben  az   Alessandro Birindelli című angol Wikipédia-szócikk ezen változatának fordításán alapul.  Az eredeti cikk szerkesztőit annak laptörténete sorolja fel. Ez a jelzés csupán a megfogalmazás eredetét és a szerzői jogokat jelzi, nem szolgál a cikkben szereplő információk forrásmegjelöléseként.